# Ever Caballero
Pour les articles homonymes, voir Caballero.
Ever Caballero est un footballeur paraguayen né le 27 avril 1982. Il évoluait au poste de gardien de but.

## Biographie
Ever Caballero évolue au cours de sa carrière dans les championnats paraguayen, mexicain, bolivien et chilien,.
Il est vainqueur du tournoi de Clôture 2016 paraguayen avec le Club Guaraní.
Il dispute 13 matchs en Copa Libertadores au cours de sa carrière.
Il raccroche les crampons en 2019 après une dernière saison avec le club de General Díaz.
Il fait partie du groupe paraguayen médaillé d'argent aux Jeux olympiques d'été de 2004.

## Palmarès
| Club Guaraní - Championnat du Paraguay (1) : - Champion : 2016 (Clôture). |  | Paraguay olympique - Jeux olympiques : - Argent : 2004. |